# لين مورهاوس
لين مورهاوس (بالإنجليزية: Len Moorhouse)‏ (14 مارس 1904 – 4 مايو 1970) هو سبّاح نيوزيلندي راحل، مثّل بلاده في الألعاب الأولمبية الصيفية 1928.

## روابط خارجية
لين مورهاوس على موقع الاتحاد الدولي للسباحة (الإنجليزية)
- لين مورهاوس على موقع اللجنة الأولمبية الدولية (الإنجليزية)
- لين مورهاوس على موقع أوليمبيديا (الإنجليزية)
- لين مورهاوس على موقع اللجنة الأولمبية النيوزيلندية (الإنجليزية)